# 花漾年華：甜心全記錄
《花漾年華：甜心全記錄》（英語：Teenage Dream: The Complete Confection）是美國歌手凱蒂·佩芮第3張專輯《花漾年華》的再版專輯。專輯在原有專輯發行幾乎兩年後，也就是于2012年3月23日由國會唱片正式發行。佩里與特里基·史都華在内的製作人一起合作，在重播錄音室改進《花漾年華》錄製過程中剩餘的素材。完成作品收錄了三首新錄製的歌曲，當中包括原專輯曾出現的流行風格、《離開的人是你》的原聲版及三首額外的正式重混版本歌曲。
《花漾年華：甜心全記錄》在發行后獲得褒貶不一的評價，樂評人對於新歌的製作產生模棱兩可的態度，並對於決定再版《花漾年華》感到疑惑。獨立發行后，此再版專輯在澳大利亞、紐西蘭、英國和美國排在前10位。它在全球售賣超過百萬張。
《花漾年華：甜心全記錄》共有兩首單曲。首發單曲《做自己》空降美國《告示牌》百强單曲榜榜首，並受美國唱片業協會認證為四白金唱片。第二支單曲《清醒》在美國最高排名為第2名。佩芮在「第54屆葛萊美獎」和「2012年《告示牌》音樂獎」進行現場表演以宣傳兩首單曲，同時也包含在半自傳紀錄片《凱蒂·佩芮：做自己》。

## 背景
2010年8月，佩芮發行她的第3張專輯《花漾年華》。在2009年至2010年間，她與卢克博士和马克斯·马丁以内的製作人錄製專輯。《花漾年華》發行後獲得全球商業上的成功，它在美國《告示牌》二百強專輯榜和英國專輯排行榜均空降榜首位置，並在其他地區榜單中取得較高的位置。專輯在主流樂評獲得褒貶不一的評價。Metacritic上收集的19篇專業樂評的平均得分為52分（滿分100分），綜合結果為「普遍平均的評價」。其單曲《加州女孩》、《花漾年華》、《烟火》、《外星品種》和《惡搞週末》在美國《告示牌》百强單曲榜取得榜首位置后，《花漾年華》繼麥可·傑克森的《飆》之後歷史上第二張專輯在榜單上擁有五首冠軍歌曲。
2011年10月，製作人特里基·史都華證實，他與佩里合作改進《花漾年華》錄製過程中剩餘的素材，以體現「她經歷了一些特別的事情」。佩里于2012年2月正式宣佈《花漾年華：甜心全記錄》，並稱其是原專輯的「完整故事」。她補充道，擴展后的專輯將收錄三首全新歌曲和四首另外的重混版來補充原專輯的普通盤。她說：「與（傑克森）共同享有告示牌的記錄是不可思議的榮譽，但是我要不斷前進，以及有一些事情要從我心中淡忘。」

## 新素材

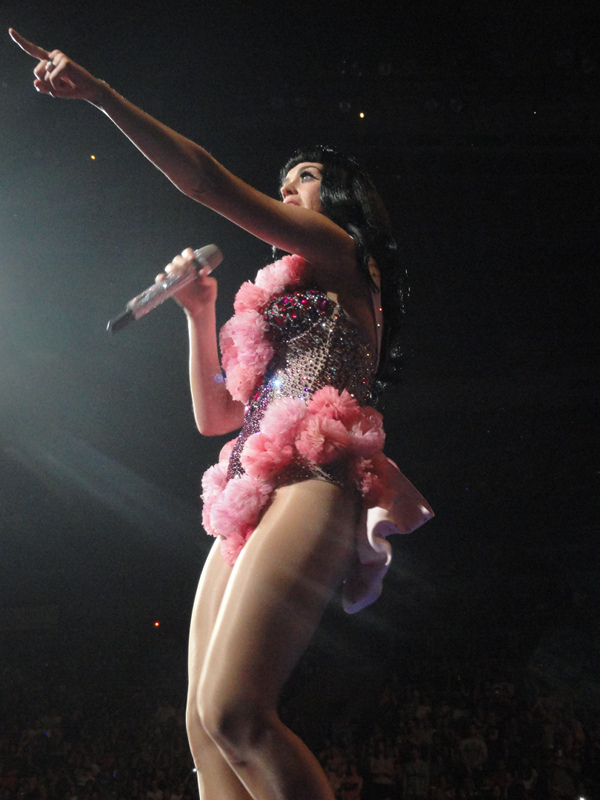
佩里于2011年在加州之夢巡迴演唱會西雅圖場演出。

特里基·史都華表示，他和佩里「總是知道（他們）創作的專輯十分特別，（而）在當時（他們還沒製作專輯時）它更像是合同上的職責」。他闡述道他們原先在作品創作上被排除在外，以平衡其他製作人在原專輯所創作的歌曲，另外佩里當時也不需要更多的歌曲。擴展專輯的前12首歌曲為《花漾年華》的普通盤。為再版所新錄製的素材從第13首開始，為原聲版《離開的人是你》。第14首《做自己》是一首强力流行歌曲，歌詞則譽為「情感分手國歌」。歌曲被推測其概念靈感來自於佩里與前夫羅素·布蘭德之間的戀情。
第15首《清醒》是一首受到電子和舞蹈流行影響的中速流行敘事歌，歌詞講述了一場戀情的完結，据報導這也受到佩里和布蘭德的關係為靈感。第16首《盛裝打扮》是一首快節奏、舞蹈搖滾和鐵克諾歌曲，歌詞包含了「過於性化」的概念。第17首是肯伊·威斯特在《外星品種》伴唱的重混版，第18首則為蜜西·艾莉特在《惡搞週末》伴唱的重混版。第19首及最後一首《Tommie Sunshine's Megasix Smash-Up》，其中包含了《加州女孩》、《花漾年華》、《煙火》、《外星品種》、《惡搞週末》和《離開的人是你》的元素。

## 單曲與推廣
《做自己》于2012年2月13日作為《花漾年華：甜心全記錄》的首發單曲發行。歌曲獲得了主流樂評的普遍好評。《做自己》成為《告示牌》歷史上第12首空降百强單曲榜榜首歌曲，且受美國唱片工業協會認證為四白金唱片。歌曲在紐西蘭奪得冠軍，并在其他地區榜單獲得較高的名次。《清醒》于2012年5月22日作為專輯最後一首單曲發行。歌曲在《告示牌》百强單曲榜最高排名為第2名，且在全球排在較為適中的位置。《清醒》在「第55屆葛萊美獎」獲得「最佳流行歌手」提名，但輸給愛黛兒的《以火焚雨》。
佩里于2012年2月12日在「第54屆葛萊美獎」演出《做自己》，並于5月20日在「2012年《告示牌》音樂獎」演唱《清醒》。《花漾年華：甜心全記錄》還在長片《凱蒂·佩芮：做自己》作推廣，該電影講述了佩里在舉辦加州之夢巡迴演唱會所發生的事。一張美國版和一張加拿大版的專輯均放進出席電影首映禮的金票。

## 樂評
《娛樂週刊》的梅利莎·麦茨（Melissa Maerz）認為專輯的新素材「完全沒有新意」，但是覺得像《盛裝打扮》及原聲版《離開的人是你》這些曲目則包含了「一些美味可口的音樂小吃」。《PopMatters》的傑西·福斯（Jesse Fox）感覺專輯「當然是不完美」，但認為其引人入勝的性質幫助佩里「（蛻變）成閃亮、艷麗、短暫、具爆炸性、近乎粗暴、令人振奮的烟花」。部落格評論家的專欄作家對於《花漾年華：甜心全記錄》的音樂多樣性感到欣賞，並認為歌詞的概念使專輯成為「愛、人生和所有事情之間的旅程」。

## 商業成績
在美國，《花漾年華：甜心全記錄》以首周33,000份銷量進入《告示牌》二百強專輯榜第7名。同時其促進了原《花漾年華》的銷量，讓它比上周的銷量上升了百分之190，並進入第31名。相同的情況出現在英國專輯榜，《花漾年華：甜心全記錄》發行后讓《花漾年華》的排名從第34名升至第6名。《花漾年華：甜心全記錄》得益于兩個版本的合并銷售，在紐西蘭官方專輯榜最高排名第2。
在其他地方，《花漾年華：甜心全記錄》作為獨立發行在榜單表現適中。在歐洲，專輯在比利時Ultratop法蘭德斯和瓦隆專輯榜分別排在第14和29名。它還分別在法國專輯榜和芬蘭官方榜排在第4和18名。作品在荷蘭Mega榜和瑞典最熱榜較為不成功，分別排在第44和48名。在大洋洲，專輯在澳大利亞唱片業協會榜排在第5名。根據國際唱片業協會2013年的報告，專輯在全球的銷售量為171萬份。

## 專輯曲目
名單來自《花漾年華：甜心全記錄》專輯内頁。
| 曲序     | 曲目                                                                                | 词曲 | 製作人                                     | 时长    |
| -------- | ----------------------------------------------------------------------------------- | --- | ------------------------------------------ | ------- |
| 1.       | 花漾年華 Teenage Dream                                                              | 凱蒂·佩芮 盧卡什·戈特瓦爾德 馬克斯·馬丁 班傑明·列維 邦尼·麥基                                                             | 盧克博士 班尼·布蘭科 馬丁                  | 3:47    |
| 2.       | 惡搞週末 Last Friday Night (T.G.I.F.)                                               | 佩里 戈特瓦爾德 馬丁 麥基                                                                                                 | 盧克博士 馬丁                              | 3:50    |
| 3.       | 加州女孩（史努比狗狗伴唱） California Gurls（featuring Snoop Dogg）                 | 佩里 卡爾文·布羅德斯 戈特瓦爾德 馬丁 列維 麥基                                                                            | 盧克博士 布蘭科 馬丁                       | 3:56    |
| 4.       | 烟火 Firework                                                                       | 佩里 米克爾·S·埃里克森 （ 英语 ： Stargate (production team)） 托爾·埃里克·赫爾曼森 （ 英语 ： Stargate (production team)） 桑迪·威廉 （ 英语 ： Sandy Vee） 伊斯特·迪恩 （ 英语 ： Ester Dean） | 星門 （ 英语 ： Stargate (production team)） 桑迪·維伊 （ 英语 ： Sandy Vee） | 3:47    |
| 5.       | 孔雀 Peacock                                                                        | 佩里 埃里克森 赫爾曼森 迪恩                                                                                               | 星門                                       | 3:51    |
| 6.       | 榨乾 Circle the Drain                                                               | 佩里 克里斯托弗·史都華 （ 英语 ： Tricky Stewart） 蒙特·紐伯勒                                                                          | 史都華 庫克·哈瑞爾 （ 英语 ： Kuk Harrell） [a]       | 4:32    |
| 7.       | 離開的人是你 The One That Got Away                                                  | 佩里 戈特瓦爾德 馬丁 | 盧克博士 馬丁                              | 3:47    |
| 8.       | 外星品種 E.T.                                                                       | 佩里 戈特瓦爾德 馬丁 約書亞·科爾曼 （ 英语 ： Ammo (musician)）                                                                          | 盧克博士 恩莫 （ 英语 ： Ammo (musician)） 馬丁           | 3:26    |
| 9.       | 我為誰而活 Who Am I Living For?                                                     | 佩里 史都華 紐伯勒 布萊恩·托馬斯                                                                                          | 史都華 哈瑞爾 [a]                          | 4:08    |
| 10.      | 珍珠 Pearl                                                                          | 佩里 格雷格·威爾斯 史都華                                                                                                 | 威爾斯                                     | 4:07    |
| 11.      | 蜂鳥般的心跳 Hummingbird Heartbeat                                                  | 佩里 史都華 史塔奇·巴特 （ 英语 ： Stacy Barthe） 紐伯勒                                                                              | 史都華 哈瑞爾 [a]                          | 3:32    |
| 12.      | 电影情节 Not Like the Movies                                                        | 佩里 威爾斯 | 威爾斯                                     | 4:01    |
| 13.      | 離開的人是你（原聲版） The One That Got Away（Acoustic）                            | 佩里 戈特瓦爾德 馬丁 | 喬恩·布里昂                                | 4:19    |
| 14.      | 做自己 Part of Me                                                                   | 佩里 戈特瓦爾德 馬丁 麥基                                                                                                 | 盧克博士 馬丁 Cirkut （ 英语 ： Cirkut (record producer)）         | 3:36    |
| 15.      | 清醒 Wide Awake                                                                     | 佩里 戈特瓦爾德 馬丁 麥基 亨利·沃爾特 （ 英语 ： Cirkut (record producer)）                                                                       | 盧克博士 Cirkut                            | 3:41    |
| 16.      | 盛装打扮 Dressin' Up                                                                | 佩里 史都華 紐伯勒 麥特·蒂森 （ 英语 ： Matthew Thiessen）                                                                                | 史都華 哈瑞爾 [a]                          | 3:43    |
| 17.      | 外星品種（肯伊·威斯特伴唱） E.T.（featuring Kanye West）                            | 佩里 戈特瓦爾德 馬丁 科爾曼                                                                                               | 盧克博士 恩莫 馬丁                         | 3:51    |
| 18.      | 惡搞週末（蜜西·艾莉特伴唱） Last Friday Night (T.G.I.F.)（featuring Missy Elliott） | 佩里 戈特瓦爾德 馬丁 麥基                                                                                                 | 盧克博士 Cirkut                            | 3:59    |
| 19.      | Tommie Sunshine's Megasix Smash-Up                                                  | 佩里 布羅德斯 戈特瓦爾德 馬丁 列維 麥基 埃里克森 赫爾曼森 威廉 迪恩 科爾曼                                                | 托米·桑珊                                  | 7:03    |
| 总时长： | 总时长：                                                                            | 总时长： | 总时长：                                   | 1:17:01 |

| 日本曲目列表 | 日本曲目列表                                                        | 日本曲目列表                            | 日本曲目列表         | 日本曲目列表 |
| 曲序         | 曲目                                                                | 词曲                                    | 製作人               | 时长         |
| ------------ | ------------------------------------------------------------------- | --------------------------------------- | -------------------- | ------------ |
| 1.           | 花漾年華 Teenage Dream                                              | 佩里 戈特瓦爾德 馬丁 列維 麥基          | 盧克博士 布蘭科 馬丁 | 3:47         |
| 2.           | 惡搞週末 Last Friday Night (T.G.I.F.)                               | 佩里 戈特瓦爾德 馬丁 麥基               | 盧克博士 馬丁        | 3:50         |
| 3.           | 加州女孩（史努比狗狗伴唱） California Gurls（featuring Snoop Dogg） | 佩里 布羅德斯 戈特瓦爾德 馬丁 列維 麥基 | 盧克博士 布蘭科 馬丁 | 3:56         |
| 4.           | 烟火 Firework                                                       | 佩里 埃里克森 赫爾曼森 威廉 迪恩        | 星門 維伊            | 3:47         |
| 5.           | 孔雀 Peacock                                                        | 佩里 埃里克森 赫爾曼森 迪恩             | 星門                 | 3:51         |
| 6.           | 榨乾 Circle the Drain                                               | 佩里 史都華 紐伯勒                      | 史都華 哈瑞爾 [a]    | 4:32         |
| 7.           | 離開的人是你 The One That Got Away                                  | 佩里 戈特瓦爾德 馬丁                    | 盧克博士 馬丁        | 3:47         |
| 8.           | 外星品種 E.T.                                                       | 佩里 戈特瓦爾德 馬丁 科爾曼             | 盧克博士 恩莫 馬丁   | 3:26         |
| 9.           | 我為誰而活 Who Am I Living For?                                     | 佩里 史都華 紐伯勒 托馬斯               | 史都華 哈瑞爾 [a]    | 4:08         |
| 10.          | 珍珠 Pearl                                                          | 佩里 威爾斯 史都華                      | 威爾斯               | 4:07         |
| 11.          | 蜂鳥般的心跳 Hummingbird Heartbeat                                  | 佩里 史都華 巴特 紐伯勒                 | 史都華 哈瑞爾 [a]    | 3:32         |
| 12.          | 電影情節 Not Like the Movies                                        | 佩里 威爾斯                             | 威爾斯               | 4:01         |
| 13.          | 離開的人是你（原聲版） The One That Got Away（Acoustic）            | 佩里 戈特瓦爾德 馬丁                    | 布里昂               | 4:19         |
| 14.          | 做自己 Part of Me                                                   | 佩里 戈特瓦爾德 馬丁 麥基               | 盧克博士 馬丁 Cirkut | 3:36         |
| 15.          | 清醒 Wide Awake                                                     | 佩里 戈特瓦爾德 馬丁 麥基 沃爾特        | 盧克博士 Cirkut      | 3:41         |
| 16.          | 盛装打扮 Dressin' Up                                                | 佩里 史都華 紐伯勒 蒂森                 | 史都華 哈瑞爾 [a]    | 3:43         |
| 17.          | 外星品種（肯伊·威斯特伴唱） E.T.（featuring Kanye West）            | 佩里 戈特瓦爾德 馬丁 科爾曼             | 盧克博士 恩莫 馬丁   | 3:51         |

注釋
- ^[a] 代表聲樂製作人
- 《Tommie Sunshine's Megasix Smash-Up》包含了《加州女孩》、《花漾年華》、《煙火》、《外星品種》、《惡搞週末》和《離開的人是你》的元素。

## 製作群
人員名單來自AllMusic。

- 克里·亞綸  – 協助、工程協助
- 恩莫  – 鼓、鍵盤、製作、編程
- 克里斯·安諾庫特  – 藝人與製作部
- 班尼·布蘭科  – 鼓、鍵盤、製作、編程
- 塔克·博迪納  – 協助、工程協助
- 羅尼特·鮑伊  – 藝人與製作部
- 喬恩·布里昂  – 音樂家、製作
- 安吉洛·卡普托  – 協助
- 埃里克·科迪厄  – 編輯
- 泰德·鍾  – 製作協調
- 史特夫·切契  – 鼓工程
- Cirkut  – 鼓、鍵盤、製作、編程、重混製作
- 安赫麗卡·庫伯-伯勒爾  – 創意總監
- 肯尼斯·寇拜  – 鼓編程、定序
- 威爾·柯頓  – 原畫作、攝影
- 梅根·丹尼斯  – 製作協調
- 史蒂芬·丹尼斯  – 協助、工程協助
- 盧克博士  – 鼓、執行製作、鍵盤、製作、編程、重混製作
- 蜜西·艾莉特  – 伴唱藝人、聲樂
- 米克爾·S·埃里克森  – 工程、樂器
- 尼古拉斯·埃西希  – 工程協助
- 喬許·佛里斯  – 鼓
- 布萊恩·「大貝斯」·加德納  – 製作母帶
- 克里斯·蓋林格  – 製作母帶
- 謝爾班·蓋內亞  – 混音
- 克林特·吉布斯  – 協助、工程
- 諾亞·戈爾茨坦  – 聲樂工程
- 傑克·戈爾斯基  – 協助
- 安妮爾拉·哥特瓦尔德  – 協助、工程協助
- 塔蒂亞娜·哥特瓦尔德  – 協助、工程協助
- 馬克·格雷  – 協助、工程協助
- 邁克·格林  – 編程
- 約翰·漢内斯  – 工程、混音
- 庫克·哈瑞爾  – 聲樂製作
- 特拉維斯·哈靈頓  – 工程協助
- 錢德勒·哈羅德  – 協助
- 托爾·埃里克·赫爾曼森  – 樂器
- 黃玉  – 協調
- 山姆·霍蘭德  – 工程
- 喬許·霍夫柯克  – 工程協助
- 占姆士·亨特  – 協助
- 利茲·厄舍克  – 藝人與製作部
- 傑森·喬舒亞  – 混音
- 格雷格·科勒  – 工程、混音
- 達米恩·路易斯  – 工程
- 艾德·利多  – 協助
- 賈恩卡洛·利洛  – 混音協助
- 查爾斯·馬隆  – 協助、工程協助、吉他
- 亞當·馬爾切羅  – 蔚藍、打擊樂
- 馬克斯·馬丁  – 鼓、執行製作、鍵盤、製作、編程
- 胡利奧·米蘭達  – 吉他
- 凱蒂·米切爾  – 製作協調
- 蒙特·紐伯勒  – 鍵盤
- 路易斯·納瓦拉  – 協助、工程協助
- 尼克·查瓦拉  – 貝斯工程、吉他工程、聲音
- 克里斯·「泰克」·奧爾恩  – 工程、吉他工程
- 卡洛斯·奥亚内德尔  – 工程
- 布倫特·帕斯奇克  – 吉他
- L·利昂·彭達維斯  – 籌劃、指揮
- 凱蒂·佩芮  – 吉他、主藝人、聲樂
- 蘭尼·皮克特  – 薩克斯風
- 喬·拉克利夫  – 藝術指導
- 艾琳·里赫特  – 製作協調
- 賈斯汀·羅伯斯  – 協助、工程協助
- 提姆·羅伯斯  – 協助、混音協助
- 菲爾·西福  – 協助
- 鮑勃·西馬諾維奇  – 市場
- 傑森·舍伍德  – 工程
- 凡妮莎·西爾博曼  – 製作協調
- 丹尼爾·席維斯提  – 貝斯、吉他
- 史努比狗狗  – 伴唱藝人、聲樂
- 星門  – 製作
- 羅布·史蒂文森  – 藝人與製作部
- C·「特里基」·史都華  – 鼓編程、鍵盤、製作、排序
- 派翠西亞·沙利文  – 製作母帶
- 托米·桑珊  – 重混籌劃、重混製作
- 菲爾·譚  – 混音
- 加文·泰勒  – 藝術指導、設計
- 布萊恩·「B-Luv」·湯瑪斯  – 鼓編程、工程、吉他工程
- 邁克爾·湯普森  – 貝斯、吉他
- 帕特·特瑞爾  – 鼓編程、工程、吉他（節奏）、聲效、聲碼器
- 路易斯·托佐爾  – 工程
- 蘭迪·乌尔班斯基  – 協助、工程協助
- 朱利安·瓦斯奎斯  – 聲樂工程
- 桑迪·維伊  – 樂器、混音、製作
- 馬克·維博斯  – 工程
- 史蒂芬·比利亞  – 協助
- 邁爾士·沃克  – 工程
- 法比安·瓦尔特纳  – 編程、合成器
- 格雷格·威爾斯  – 鼓、鋼琴、製作、編程、合成器
- 肯伊·威斯特  – 伴唱藝人、聲樂（承蒙Def Jam唱片公司允許）
- 埃米莉·萊特  – 工程
- 安德魯·沃柏爾  – 工程、吉他工程

## 榜單成績
| 排行榜（2012年）                      | 最高 排名 |
| ------------------------------------- | --------- |
| 澳大利亞（ARIA專輯榜）                | 5         |
| 比利時法蘭德斯（Ultratop專輯榜）      | 14        |
| 比利時瓦隆（Ultratop專輯榜）          | 29        |
| 荷蘭（MegaCharts專輯榜）              | 44        |
| 芬蘭（Suomen virallinen lista專輯榜） | 18        |
| 法國（SNEP專輯榜）                    | 14        |
| 紐西蘭（RMNZ專輯榜）                  | 2         |
| 瑞典（Sverigetopplistan專輯榜）       | 47        |
| 英國專輯榜（OCC）                     | 6         |
| 美國《告示牌》二百強專輯榜            | 7         |

| 排行榜（2012年） | 排名 |
| ---------------- | ---- |
| 澳大利亞專輯榜   | 27   |
| 紐西蘭專輯榜     | 22   |
| 排行榜（2013年） | 排名 |
| 澳大利亞專輯榜   | 89   |
| 排行榜（2014年） | 排名 |
| 澳大利亞專輯榜   | 95   |

## 發行歷史
| 國家     | 日期          | 形式        | 廠牌     | 參考   |
| -------- | ------------- | ----------- | -------- | ------ |
| 德國     | 2012年3月23日 | CD 數位下載 | 國會唱片 | [ 51 ] |
| 加拿大   | 2012年3月26日 | CD 數位下載 | 國會唱片 | [ 52 ] |
| 法國     | 2012年3月26日 | CD 數位下載 | 國會唱片 | [ 53 ] |
| 英國     | 2012年3月26日 | CD 數位下載 | 國會唱片 | [ 54 ] |
| 美國     | 2012年3月26日 | CD 數位下載 | 國會唱片 | [ 55 ] |
| 香港     | 2012年3月27日 | CD 數位下載 | EMI唱片  | [ 56 ] |
| 臺灣     | 2012年3月30日 | CD 數位下載 | 金牌大風 | [ 57 ] |
| 哥倫比亞 | 2012年4月2日  | CD 數位下載 | EMI唱片  | [ 58 ] |